# Termografia

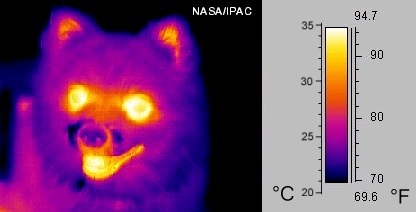
Imagem de um pequeno cão visto em infravermelho.

A termografia (do grego θέρμη therme, significando calor; e γραφία grafia, escrita) é uma técnica que permite mapear um corpo ou uma região com o intento de distinguir áreas de diferentes temperaturas, sendo portanto uma técnica que permite a visualização artificial da luz dentro do espectro infravermelho. As vibrações de campos elétricos e magnéticos que se propagam no espaço a velocidade da luz de forma mutuamente sustentadas dá origem às ondas eletromagnéticas, e o conjunto de ondas eletromagnéticas de todas as frequências formam o espectro eletromagnético. O infravermelho corresponde a uma faixa freqüência eletromagnética naturalmente emitida por qualquer corpo à temperatura próxima à do ambiente (22ºC), com intensidade proporcional à quarta potência de sua temperatura. A emissão de ondas eletromagnéticas pelos corpos aquecidos é estudada na Física mediante o que denomina-se por radiação de corpo negro, sendo essa descrita pela Lei de Planck. O estudo da radiação térmica de corpos negros apresenta-se na história da Física como o principal fenômeno que levou ao desenvolvimento da mecânica quântica.
A termografia hoje tem um papel muito importante na área de manutenção preditiva. Através da sua utilização, é possível eliminar muitos problemas de produção, evitando falhas elétricas, mecânica e fadiga de materiais.